# Manuel Ribeiro Alegre

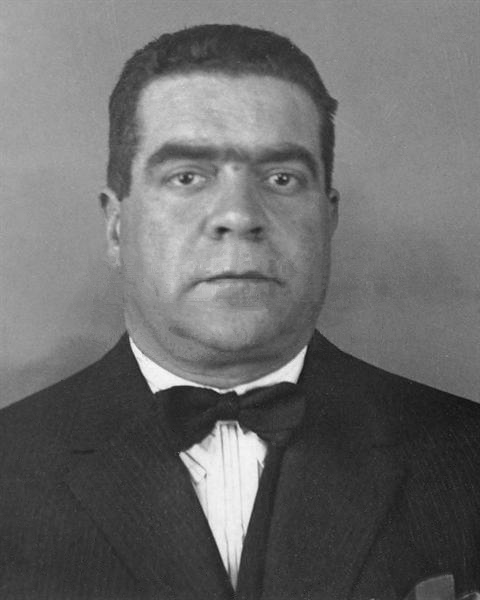
Manuel Ribeiro Alegre

Manuel Ribeiro Alegre (Águeda, Águeda, 31 de Janeiro de 1881 – São Pedro do Sul, São Pedro do Sul, 14 de Dezembro de 1940) foi um político português.

## Biografia
Nasceu a 31 de janeiro e foi batizado a 23 de fevereiro de 1881, como filho de Francisco de São Paio Alegre, negociante e proprietário, natural de Anadia (freguesia de Arcos), e de sua mulher Amélia Júlia Ribeiro, doméstica, natural da freguesia e concelho de Águeda.
Formou-se em Direito pela Faculdade de Direito da Universidade de Coimbra, em 1906, após uma expulsão pelas suas posições políticas contra o Governo de Ernesto Rodolfo Hintze Ribeiro em 1905.
Foi Conservador do Registo Predial em Santarém. Era Membro da Carbonária e seu Delegado em Aveiro, tendo participado em diversas conspirações contra o Governo Monárquico, e colaborado na preparação do 5 de Outubro de 1910.
Depois de ser Deputado à Assembleia Constituinte de 1911 e Governador Civil do Distrito de Santarém entre 1915 e 1917, foi eleito Deputado também nas Legislaturas de 1919, 1922 e 1925, pelo Círculo Eleitoral de Aveiro, primeiro nas listas do Partido Democrático, em 1919, e, depois, nas do Partido Reconstituinte, em 1922.
Casou com Margarida Camossa. A sua filha Maria Manuela Alegre casou com Francisco José de Faria e Melo Ferreira Duarte, filho da 1.ª Baronesa da Recosta, e foi mãe de Manuel Alegre, assim chamado em sua homenagem.